# René Reinhardt
René Reinhardt (* 17. November 1966 in Berlin) ist ein deutscher Schauspieler und Regisseur.

## Leben
René Reinhardt studierte von 1988 bis 1992 an der Hochschule für Schauspielkunst „Ernst Busch“ Berlin. Anschließend arbeitete er am Berliner Ensemble. Seit 1992 war er am Aufbau des Theaterhauses Jena beteiligt und arbeitete dort als Schauspieler, Regisseur und Theaterautor. Gemeinsam mit Anka Baier gründete er 1994 die Schaubühne Lindenfels im Leipziger Westen, die er bis zur Umwandlung in eine gemeinnützige Aktiengesellschaft im Jahre 2005 leitete und der er seit 2009 als Vorstand und Künstlerischer Leiter angehört.
Reinhardt wirkte bei mehreren Spiel- und Dokumentarfilmen als Darsteller und Regisseur mit. Außerdem arbeitet er als Dramaturg und leitet den internationalen Tanzwettbewerb des Theaterfestivals euro-scene Leipzig.

## Filmografie
- 1994: Das Versprechen (Darsteller)
- 2001: Das Monstrum (Regie, Drehbuch)
- 2002: Mathilda (Regie, Produzent)
- 2009: Solo für Sanije – Die wahre Geschichte der Solo Sunny (Produzent)